# EMCON Technologies

EMCON Logo

EMCON Technologies war eines der international führenden Unternehmen in den Vereinigten Staaten im Bereich Abgasreinigungstechnologien. Es belieferte namhafte Pkw- und Lkw-Hersteller weltweit. Das Unternehmen mit Sitz in Troy erzielte einem Umsatz von rund 3,2 Mrd. USD und beschäftigte 6.700 Mitarbeiter in 18 Ländern.
Gegründet wurde Emcon Technologies am 17. Mai 2007 als ein Spin Off des Geschäftsbereiches Emissions Technologies von ArvinMeritor. Bedeutend war in der Unternehmensgeschichte unter anderem die Übernahme von Zeuna Stärker im Jahr 2002.
Eigentümer von Emcon war One Equity Partners, eine Private-Equity-Investmentgesellschaft mit Sitz in New York.
Mit der Übernahme durch den französischen Konzern Faurecia am 8. Februar 2010 endete die kurze Geschichte der Emcon. Es entstand ein marktführendes Unternehmen mit einem Jahresumsatz von etwa 5,2 Mrd. EUR, welches unter dem Namen Faurecia Emissions Control Technologies firmiert.